# Grzegorz Robak
Grzegorz Robak (ur. 1976 r. w Opolu) – polski inżynier mechanik, specjalizujący się budowie i eksploatacji maszyn, mechanice pękania; nauczyciel akademicki związany z Politechniką Opolską.

## Biografia
Pochodzi z Opola, gdzie ukończył kolejno: Publiczną Szkołę Podstawową nr 11 oraz Zespół Szkół Mechanicznych w klasie o profilu naprawa i Eksploatacja pojazdów samochodowych. W latach 1997–2002 studiował mechanikę i budowę maszyn na Politechnice Opolskiej zdobywając dyplom magistra inżyniera. Bezpośrednio potem kontynuował dalsze kształcenie na macierzystej uczelni w ramach studiów doktoranckich. W 2006 roku uzyskał tam stopień naukowy doktora nauk technicznych, na podstawie pracy pt. Trwałość materiałów przy zginaniu ze skręcaniem w zakresie propagacji pęknięć, której promotorem był prof. Grzegorz Gasiak. W 2019 roku Rada Wydziału Mechanicznego Politechniki Opolskiej nadała mu stopień naukowy doktora habilitowanego na podstawie rozprawy nt. Analiza zmienności wybranych parametrów w funkcji liczby cykli do zniszczenia oraz szacowanie trwałości elementów z karbem.
Od ukończenia studiów związany jest zawodowo z  Politechniką Opolską, gdzie rozpoczął pracę początkowo na stanowisku asystenta, a następnie adiunkta i obecnie profesora uczelni w Katedrze Mechaniki i Podstaw Konstrukcji Maszyn. W 2019 roku został powołany na stanowisko prodziekana ds. organizacyjnych Wydziału Mechanicznego Politechniki Opolskiej, zaś w 2020 roku objął funkcję dziekana tej jednostki. Ponadto od 2019 roku rozpoczął studia podyplomowe ma kierunku: administracja – prawo, zarządzanie i organizacja na opolskim Wydziale Ekonomicznym Wyższej Szkoły Bankowej we Wrocławiu.

## Dorobek naukowy
Zainteresowania naukowe Grzegorza Robaka związane są z szeroko rozumianą wytrzymałością zmęczeniową materiałów. Prowadzone przez niego badania obejmowały szacowanie trwałości zmęczeniowej zarówno w zakresie do inicjacji pęknięć zmęczeniowych, jak i także ich dalszej propagacji w elementach z karbami geometrycznymi. Jego dotychczasowy dorobek publikacyjny zebrany został w blisko 50 opracowaniach, w skład których wchodzą m.in. dwie monografie oraz sześć publikacji wyróżnionych w "Journal Citation Reports".
Podczas swojej pracy naukowo-dydaktycznej brał on udział w realizacji dwóch projektów "UPTRONIC" oraz "Kreator Młodych Talentów", którego był koordynatorem. Ponadto był członkiem komitetów organizacyjnych czterech konferencji naukowych o zasięgu międzynarodowym, gdzie pełnił funkcję sekretarza oraz przewodniczącego.